# Irländsk röd setter
För andra betydelser, se Irländsk setter.
Irländsk röd setter är en hundras från Irland. Liksom övriga setter är den en stående fågelhund och vanlig som sällskapshund. Den anses ha uppkommit genom renavel av röda exemplar av irländsk röd och vit setter. I Norge är irländsk röd setter en av de populäraste hundraserna.

## Historia
Första gången en irländsk setter avbildades var i Sydenham Edwards Cynographia Britannica år 1800. Från början var den röda och vita (nu irländsk röd och vit setter) den vanligaste. Settrar ställdes ut tillsammans med pointer på den allra första hundutställningen i Newcastle upon Tyne 1859. Året därpå fick irländsk setter egen klass i Birmingham. 1866 bildades en rasklubb för att särskilt ta tillvara den helröda varianten. Från 1882 uteslöts de röd-vita från utställningsringen.

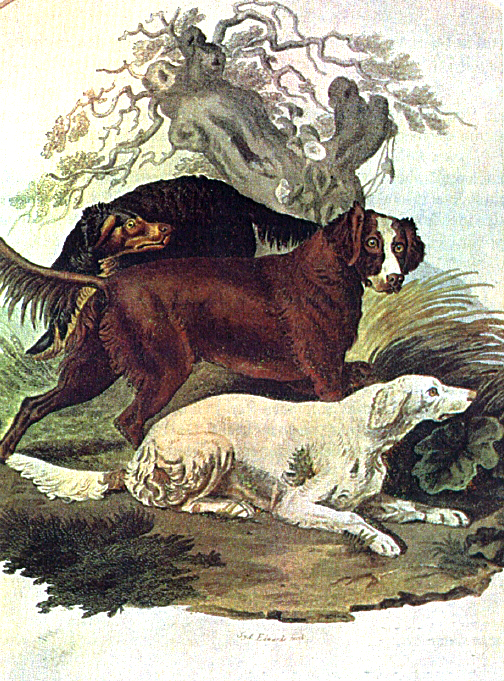
Tre typer av setter från Cynographia Britannica av Sydenham Edwards år 1800. Irish Setter i mitten.

Officiell rasklubb i Sverige är Svenska Irländsk Setterklubben (SISK) som är ansluten till Svenska Kennelklubben (SKK). Klubben bildades redan 1910. I Sverige finns även en alternativ, fristående rasklubb, Irländsk Röd Setterförening (ISF) som bildades på 1970-talet.

## Egenskaper
Irländsk röd setter används vid jakt av hönsfåglar (ripa, rapphöns, fasan, tjäder och orre.) Den är energisk och snabb och skall i en friktionsfri och elegant galopp söka och finna fågel, fatta stånd för kroppsvittring, på order resa viltet och efter skott på kommando apportera och avlämna fågeln till jägaren.
Irländsk röd setter har mycket stor energi och jaktlust. Typiskt för rasen är att inomhus vara lugn och behaglig, för att utomhus förvandlas till ett intensivt energiknippe. Om den får utlopp för sin stora energi och jaktlust kan dess behagliga natur också göra den till en tillgiven familjemedlem. Bäst mår den när den får arbeta inom områden där dess rastypiska egenskaper får komma till användning.
För att få högre utmärkelser på hundutställning måste en irländsk röd setter ha meriter från jaktprov för stående fågelhund.

## Utseende
Röd irländsk setter är en medelstor hund som präglas av elegans, långa linjer, strama muskler, vacker päls och fria, flytande rörelser. Dess mest karaktäristiska drag i utseendet är den djupt röda pälsen med behäng på bröstet och svansen.

## Hälsa
Irländsk röd setter är en förhållandevis frisk ras. Svenska Kennelklubben (SKK) har tillsammans med rasklubben hälsoprogram rörande två ärftliga sjukdomar hos rasen: höftledsdysplasi (HD) och Canine Leukocyte Adhesion Deficiency (CLAD). HD finns hos de flesta stora och medelstora raser och drabbar 15-20% av de irländska röda setter som undersöks, vilket under slutet av 1990-talet var drygt 40%.
CLAD är en immunbristsjukdom som innebär att de vita blodkropparna inte fungerar normalt. Sjukdomen är recessivt ärftlig, vilket innebär att båda föräldradjuren måste vara anlagsbärande. Under 2000-talet har sjukdomen kunnat avlas bort genom att anlagsbärande hundar numera kan identifieras med hjälp av ett blodprov och uteslutas ur aveln. Så har skett i ett internationellt samarbete och då det krävs att båda föräldrarna har anlaget för att en valp ska kunna drabbas har denna sjukdom inom blott några få år kunnat utrotas. Det råder avelsförbud för hundar med detta anlag enligt Jordbruksverkets regler samt registreringsförbud hos SKK för valpar efter sådan hund.
Unikt bland moderna hundraser är att valpar kan födas med dvärgväxt, en mycket ovanlig företeelse som också är recessivt ärftlig. Tillståndet har i teorin känd arvgång, men anlagsbärarna kan inte identifieras förrän genom sina avkommor. Vid födseln ser valparna normala ut, men efterhand som de utvecklas får de ett typiskt dvärgutseende med korta rörben, kort nacke och rygg samt ett relativt stort huvud i förhållande till sin kropp. Rasklubbens avelsråd arbetar för att anlagsbärarna ska kunna identifieras och tas ur avel. Misstänkta dvärgväxta valpar mäts och deras föräldrar får en markering om att de givit upphov till avkomma med dvärgväxt. Dessa föräldradjur bör då inte användas i avel mer och självklart inte heller den dvärgväxta avkomman eller deras syskon. Denna form av dvärgväxt är förknippad med en högre grad av ledproblem.